# Tractat multilateral
Un tractat multilateral és un document del qual tres o més estats sobirans formen part. A través del tractat, cada part obté un nivell de responsabilitats igual a les altres parts, exigència que pot no produir-se en alguns casos. Exemples de tractats multilaterals inclouen la Convenció sobre l'Estatut dels Refugiats, els Convenis de Ginebra o l'Estatut de Roma.

## Relació amb els tractats bilaterals
Un tractat bilateral és un acord entre dos estats. El tractat bilateral pot esdevenir un tractat multilateral quan noves parts addicionals accedeixen o succeeixen al conveni.

## Tractats plurilaterals
El tractat plurilateral és un tipus especial de tractat multilateral. Un tractat plurilateral és un document entre un nombre limitat d'estats que comparteixen un interès particular en un àmbit específic de l'acord. La principal diferència entre un tractat plurilateral i un tractat multilateral és que la capacitat de reserva al tractat plurilateral és més limitada sota els supòsits d'un tractat plurilateral. A causa de la limitada naturalesa d'un tractat plurilateral, la completa cooperació entre les parts del tractat és requerida en l'ordre en el qual les diferents parts es van unir al tractat. Com a resultat, les reserves per a un tractat plurilateral no estan permeses sense el consentiment de totes les parts del tractat. Aquest principi es troba codificat per la llei internacional en l'article 20(2) de la Convenció de Viena: 
Quan del nombre limitat d'estats negociadors i de l'objecte i propòsit d'un tractat es desprèn que l'aplicació del tractat íntegrament entre totes les parts és una condició essencial del consentiment de cadascun d'estar obligat pel tractat, la reserva requereix l'acceptació de totes les parts.
Un exemple de tractat plurilateral és el Tractat Antàrtic, signat en 1959.